# Егзистенцијални социјални рад
Егзистенцијални социјални рад је филозофска основа у социјалном раду која прихвата и наглашава фундаменталну аутономију личности, слободу избора, ослобађање од илузија и осећај значења који потиче од патње, потребу за дијалогом. То је и посвећеност социјалног радника концепту клијентовог самоодређења.